# Hermann Abert
Hermann Josef Abert (ur. 25 marca 1871 w Stuttgarcie, zm. 13 sierpnia 1927 tamże) – niemiecki muzykolog i filolog klasyczny; syn Jana, ojciec Anny.

## Życiorys
W 1880 roku rozpoczął studia nad filologią klasyczną w Tybindze. Kontynuował i ukończył je w Berlinie otrzymując tytuł doktorski w roku 1895. Tam też, jeszcze w trakcie doktoryzacji, podjął się studiów muzykologicznych u Heinricha Bellermanna, Oskara Fleischera i Maxa Friedlaendera.
W roku 1902 habilitował się na Uniwersytecie w Halle na podstawie rozprawy Die ästheltischen Grundsätze der mittelalterlichen Melodiebildung.
Siedem lat później, w roku 1907, przyjął zaproszenie tejże uczelni na stanowisko wykładowcy i pracownika naukowego. Rok później rozpoczął działalność społeczno-popularyzatorską organizując na uniwersytecie koncerty (zwłaszcza muzyki dawnej) oraz przedstawień operetkowych. Miały one przyczynić się, zarówno do twórczego podejścia studentów do muzykologii jako dziedziny wiedzy, jak też do zachęcenia mieszkańców miasta Halle do obcowania z muzyką mało popularną. Abert rozwinął tę działalność zakładając w tym samym roku Collegium Musicum, w którym grał na klawesynie, i którego był dyrektorem.
Wielokrotne podróże naukowe do Włoch dały mu możliwość bliższego poznania opery. W 1920 Hermann Abert objął po Hugonie Riemannie kierownictwo Instytutu Muzykologii Uniwersytetu w Lipsku. Trzy lata później objął to samo stanowisko na uniwersytecie berlińskim, zastępując Hermanna Kretzschmara. W 1925 r. został przyjęty w poczet Pruskiej Akademii Nauk jako pierwszy i jedyny muzykolog. Był także przewodniczącym Niemieckiego Towarzystwa Muzykologicznego. Sprawował też inne odpowiedzialne funkcje w organizacjach społecznościowych muzykologów niemieckich.

## Praca naukowa
Hermann Abert, jeden z czołowych przedstawicieli muzykologii niemieckiej z początku XX wieku, łączył zainteresowania naukowe z praktycznym uprawianiem muzyki. Wynikało to z jego przekonania, że nauki humanistyczne powinny kierować się przede wszystkim spostrzeżeniami empirycznymi w wyciąganiu wniosków i opinii o zjawiskach, a nawet, że doświadczenia powinny być równie ważnym dowodem naukowym w muzykologii jak w chemii i fizyce. Krąg jego zainteresowań naukowych obejmował problematykę kultury muzycznej antyku, historię i teorię opery (zwłaszcza szkoły neapolitańskiej) oraz problematykę estetyczną.
Z biegiem lat zaczął interesować się twórczością Johanna Sebastiana Bacha i Wolfganga Amadeusa Mozarta. Jego charakterystyka postaci Mozarta odbiega od ujęcia Otto Jahna – Hermann Abert ukazuje skomplikowaną psychikę twórcy. Problematyce teorii opery poświęcony jest jego zbiór szkiców Grundprobleme der Operngeschischte. Prace Aberta, oparte na gruntownej znajomości metod filologicznych, wniosły w metodologię muzykologii nowe tendencje – szczególnie w zakresie metod badania i interpretacji źródeł oraz ich analizy.
Działalność naukowa Hermanna Aberta – obok Hugo Riemanna i Hermanna Kretzschmara – zdecydowała o rozkwicie muzykologii niemieckiej w XX w. Hermann Abert stworzył niemiecką szkołę muzykologiczną, z której wyszli m.in. Friedrich Blume i Karl Gustav Fellerer.

### Dzieła
- Die Lehre vom Etos in der griechischeen Musik, Lipsk 1899
- Der noue Aristoxenosfund und Oxyrhynchos, Lipsk 1899
- Die ästhatichen Grundsätze der mittelalterlichen Melodiebildung, Halle 1902
- Zu Cassiodor, Berlin 1902
- Robert Schumann, Berlin 1903
- Die Musikanschauung des Mittelalters und ihre Grundlagen, Halle 1905
- Ein neuer musikalischer Papyrusfund, Berlin 1906
- Die musikätsthetishe Anschauungen der frühesten christlischen Kirche, 1907
- Nicolo Jomelli als Opernkomponist, Halle 1908
- Wolfgang Amadeus Mozart t. 2, Lipsk 1919-1921
- Goethe und die Musik, Stuttgart 1922